# 为了不列颠运动
为了不列颠运动是英国一个小的极右翼政党，由反伊斯兰活动人士安妮·玛丽·沃特斯在2017年英国独立党领导人选举中落败后创立。它的标志是三叉戟的末端，属于女神不列颠尼亚，是英国民族的象征，并且该标志是在白色的背景上用红色和蓝色装饰。

## 历史
沃特斯在她和她的支持者被亨利·博尔顿和英国独立党前领导人奈杰尔·法拉奇描述为“纳粹分子和种族主义者”之后，离开了英国独立党，并且组建了该党。这个名字取自她的英国独立党领袖竞选口号“安妮·玛丽代表英国”。沃特斯表示，该党将“与被遗忘的人们对话”。2018年3月9日，为了不列颠运动在选举委员会登记，这是任何希望提名候选人参加选举并为竞选活动征集捐款的政党的要求，命名为“为了不列颠运动”。